# Xylotrupes
Genre
Xylotrupes est un genre de scarabées-rhinocéros que l'on trouve dans le sous-continent indien, en Asie du Sud-Est et en Australie. 

## Description
La taille de l'imago varie entre 4,5 et 7 cm de longueur. Les mâles sont plus grands que les femelles et possèdent une corne thoracique sur le pronotum et une corne sur la tête qui leur servent à éliminer leurs rivaux. Leur couleur suivant les espèces varie du brun-rougeâtre au brun noirâtre, jusqu'au noir complet. Les élytres et les pattes sont parfois plus clairs.

## Espèces
- Xylotrupes australicus
- Xylotrupes baumeisteri
- Xylotrupes dichotomus
- Xylotrupes faber

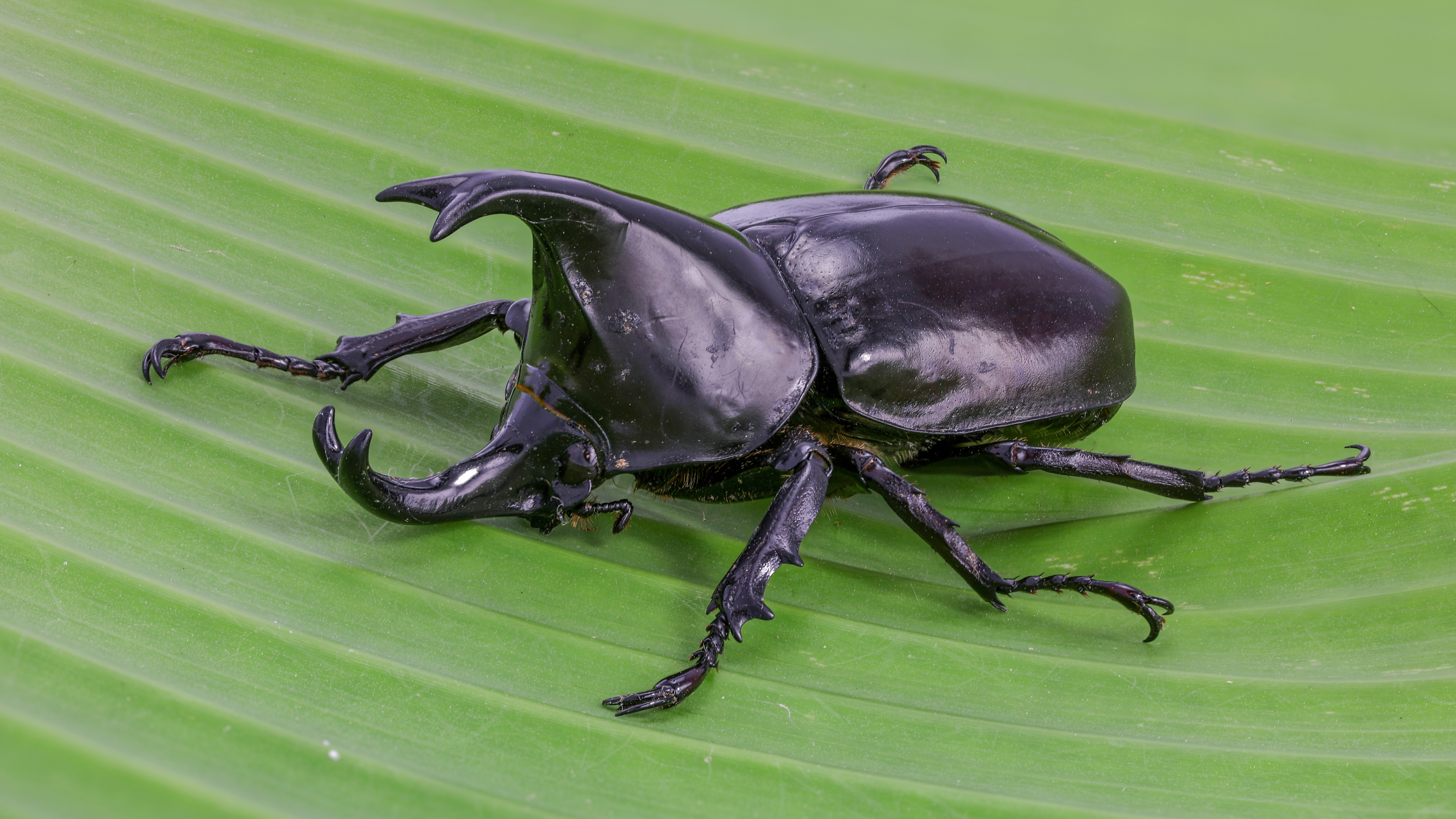
Xylotrupes socrates (Scarabée rhinoceros siamois), mâle, sur une feuille de babane. Ce scarabée est particulièrement populaire au Nord du Laos et en Thaïlande pour son rôle dans les combats d'insectes,,Octobre 2018.

- Xylotrupes florensis Lansberge, 1879
- Xylotrupes gideon (Linnaeus, 1767) Guérin-Méneville, 1830
- Xylotrupes inarmatus
- Xylotrupes lorquini
- Xylotrupes lumawigi Silvestre, 2002
- Xylotrupes macleayi
- Xylotrupes meridionalis
- Xylotrupes mindanaoensis
- Xylotrupes mniszechi
- Xylotrupes pauliani
- Xylotrupes pubescens
- Xylotrupes reductus
- Xylotrupes socrates
- Xylotrupes solidipes
- Xylotrupes striatopunctatus Silvestre, 2003
- Xylotrupes taprobanus
- Xylotrupes ulysses Guérin-Méneville, 1830

## Galerie

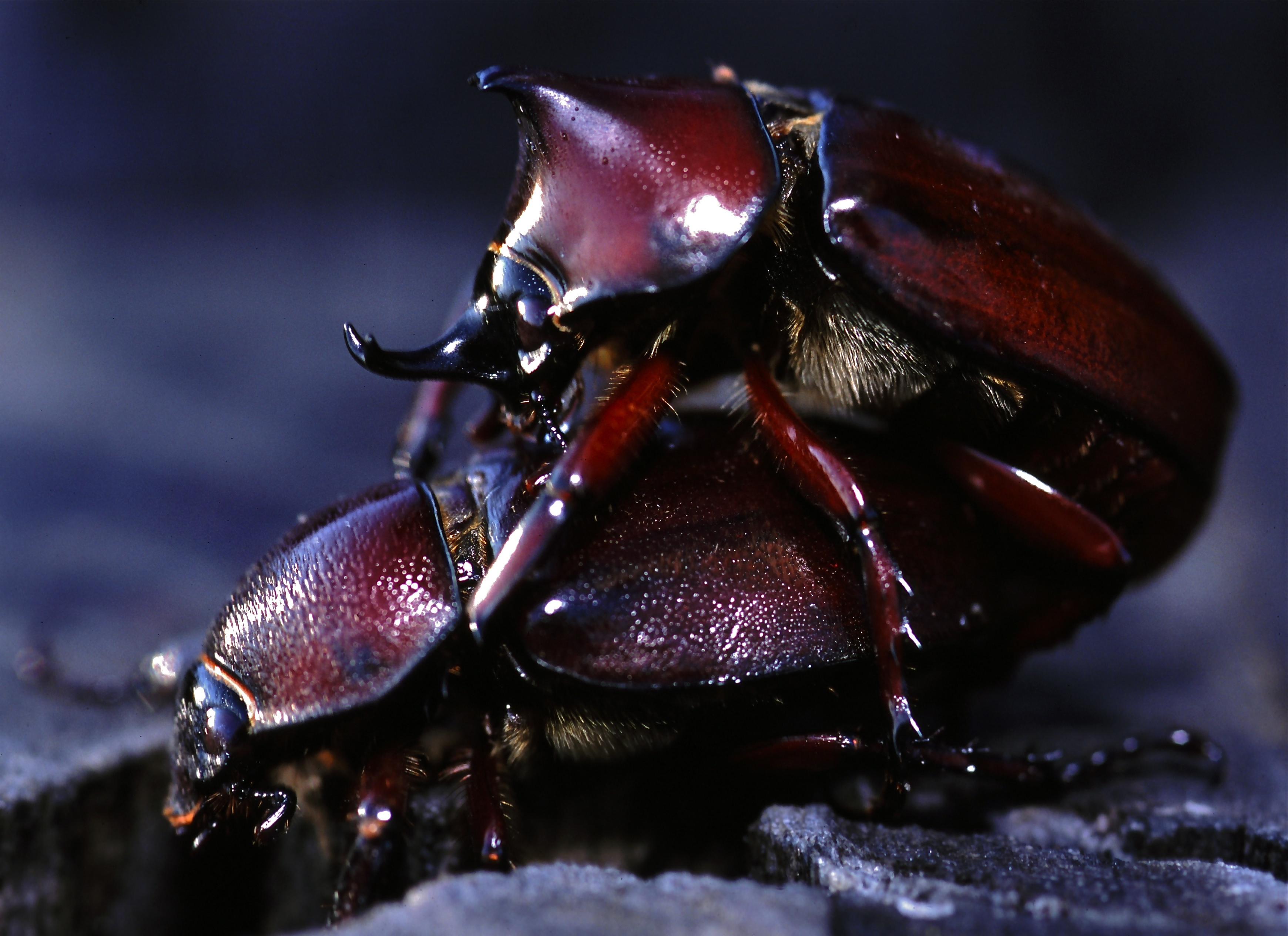
Xylotrupes socrates copulant, parc national de Khao Yai, Thaïlande